# 양연제
양연제(본명: 양혜선, 1999년 10월 15일 ~ )는 대한민국의 가수, 뮤지컬 배우이다. 현재 활동명은 연제이며 이전 활동명은 혜성이다. 2017년 앨리스의 멤버로 데뷔했다. 2018년에 뮤지컬 "헬로 자두"에서 이은희라는 이름으로 뮤지컬 배우로 데뷔했다.

## 음반
- 타이틀: "Single Heart" (니가 없는 난) - 음반 리치맨

## 예능
- 믹스나인 (2017-2018)